# Megachile globiceps
Megachile globiceps är en biart som först beskrevs av Pasteels 1970.  Megachile globiceps ingår i släktet tapetserarbin, och familjen buksamlarbin. Inga underarter finns listade i Catalogue of Life.